# Dirceu
José Guimarães Dirceu, född 15 juni 1952 i Curitiba, Brasilien, död 15 september 1995 i Rio de Janeiro, var en brasiliansk fotbollsspelare.
Dirceu deltog i Fotbolls-VM 1974, 1978 och 1982. Hans karriär i det brasilianska landslaget nådde en höjdpunkt under VM i Argentina 1978 där han var lagets mest framträdande spelare och bland annat blev invald i All-Star team. Dirceu gjorde tre mål under den turneringen och blev tillsammans med Carlos Roberto de Oliveira Brasiliens främste målskytt.